# 朱覲鑉
樂安溫隱王朱覲鑉（1459年8月29日—1481年2月7日），號友竹，明朝寧藩樂安王府鎮國將軍，追封樂安王，樂安昭定王朱奠壘的庶第四子。

## 生平
天順三年八月初二日（1459年8月29日）生。成化元年（1465年）十一月，獲賜名覲鑉。成化四年三月初六日（1468年3月29日），封鎮國將軍。成化十七年正月初九日（1481年2月7日）去世，享年二十三歲。
弘治元年（1488年），樂安昭定王朱奠壘去世。三年後，朱覲鑉的嫡長子輔國將軍朱宸湔襲爵。弘治五年九月十一日（1492年10月2日），朝廷追封朱覲鑉為樂安王，賜諡溫隱。

## 家庭

### 妻
- 黃氏（1461年－1505年）[1]，初冊為鎮國將軍夫人，弘治七年（1494年）冊為樂安溫隱王妃[3]。

### 妾
- 駱氏，生朱宸渢
- 章氏，生朱宸瀾[4]

### 子
- 嫡長子：輔國將軍→樂安靖莊王朱宸湔[4]
- 庶次子：輔國將軍朱宸渢（1479年－1520年），因參與寧王之亂被賜死
  - 第一子：庶人朱拱榕[5]
    - 第一子：庶人朱多𤇶[6]
      - 第一子：庶人朱謀𩓁[6]

    - 第二子：庶人朱多[6]

  - 第二子：庶人朱拱杹[5]，隆慶四年（1570年）明穆宗下發衣物糧食供其子女日用[7]
    - 第一子：庶人朱多⿰火[5]
      - 第一子：庶人朱謀垢[6]
      - 第二子：庶人朱謀圶[6]

    - 第二子：庶人朱長哥[6]
    - 第三子：庶人朱祿哥[6]
      - 第一子：庶人朱謀忠[6]
      - 第二子：庶人朱謀善[6]

  - 第三子：庶人朱拱棓，送鳳陽高墻後回府[5]
    - 第一子：庶人朱多熧[5]
      - 第一子：庶人朱謀𡊠[6]
      - 第二子：庶人朱謀𡌔[6]
      - 第三子：庶人朱謀𣨫[6]
      - 第四子：庶人朱謀𡿤[6]
      - 第五子：庶人朱謀[6]

    - 第二子：庶人朱多焇[5]
      - 第一子：庶人朱謀𡐣[6]
      - 第二子：庶人朱謀𨜴[6]

    - 第三子：庶人朱多⿰火𡈽[6]
      - 第一子：庶人朱謀𨤤[6]
- 庶三子：輔國將軍朱宸瀾（1481年－1520年），因參與寧王之亂被賜死[8][9]
  - 第一子：庶人朱拱椲[5]
    - 第一子：庶人朱多𤇊[5]
      - 第一子：庶人朱謀雉[6]
      - 第一子：庶人朱謀⿺走⿳白穴口[6]

    - 第二子：庶人朱多䲏[6]

  - 第二子：庶人朱拱橚[5]
    - 第一子：庶人朱多烔[5]
      - 第一子：庶人朱謀圫[6]
        - 第一子：庶人朱統鈄[6]

      - 第二子：庶人朱謀⿰土㺯[6]

  - 第三子：庶人朱拱柿[5]
    - 第一子：庶人朱多炮[5]
      - 第一子：庶人朱謀𧹶[6]
      - 第二子：庶人朱謀𢜳[6]

    - 第二子：庶人朱多熂[5]
      - 第一子：庶人朱謀⿱𤬪土[6]

    - 第三子：庶人朱多烐[5]
      - 第一子：庶人朱謀崖[6]
      - 第二子：庶人朱謀𡒍[6]
      - 第三子：庶人朱謀⿰里弇[6]

    - 第四子：庶人朱多烗[5]
    - 第五子：庶人朱多烛[6]
      - 第一子：庶人朱謀⿰赤弓[6]